# COMCO Leasing
Die 1972 gegründete, inhabergeführte COMCO Leasing mit Sitz in Neuss ist ein als GmbH organisierter Leasingkonzern, der mit ca. 80 Mitarbeitenden im Geschäftsjahr 2021 Erträge in Höhe von 222,6 Mio. € und einen Jahresüberschuss in Höhe von 1,8 Mio. € erwirtschaftet hat. Die Geschäftsführung besteht aus Thomas Kolvenbach, Kerstin Schnittker und Eckhard Opalka.

## Standorte
Das Unternehmen unterhält seinen Hauptsitz in Neuss und ist deutschlandweit an weiteren 8 Standorten, in Düsseldorf, in Essen, in Berlin, in Frankfurt am Main, in Chemnitz, in Regensburg, in Malsch und in Böblingen präsent.